# The Power of the Press (film 1909)
The Power of the Press è un cortometraggio muto del 1909 diretto e interpretato da Van Dyke Brooke.

## Trama
Bill Mawson, sindaco di una cittadina del West, riesce a mandar via il redattore del giornale locale che indagava sui suoi affari sporchi. Il nuovo giornalista che arriva da fuori, Marsden, si dimostra incorruttibile e Mawson progetta di levarselo dai piedi. La nipote del sindaco sente i progetti criminosi dello zio e avvisa il giovane che però rifiuta di fuggire. Verrà sopraffatto dagli uomini del sindaco e starà per essere impiccato a un albero, ma viene salvato dall'intervento della polizia guidata sul posto dalla ragazza.

## Produzione
Il film fu prodotto dalla Vitagraph Company of America.

## Distribuzione
Distribuito dalla Vitagraph Company of America, il film - un cortometraggio in una bobina - uscì nelle sale cinematografiche statunitensi il 28 dicembre 1909.